# Morrisonlijstergaai
De morrisonlijstergaai (Trochalopteron morrisonianum; synoniem: Garrulax morrisonianus) is een zangvogel uit de familie (Leiothrichidae). De naam verwijst naar de hoogste berg van Taiwan die vroeger Mount Morrison werd genoemd.

## Verspreiding en leefgebied
Deze soort is endemisch in de bergen van Taiwan.

## Status
De grootte van de populatie is niet gekwantificeerd maar de soort wordt omschreven als algemeen. Op de Rode lijst van de IUCN heeft deze soort de status niet bedreigd.